# ე
Eni (asomtavruli Ⴄ, nuskuri ⴄ, mkhedruli ე, mtavruli Ე) là chữ cái thứ 5 trong bảng chữ cái Gruzia.
Trong hệ thống chữ số Gruzia, ე có giá trị là 5.
ე thường đại diện cho nguyên âm Lỗi Lua trong Mô_đun:IPA tại dòng 52: invalid option '%T' to 'format'., giống như cách phát âm của ⟨e⟩ trong "embassy".

## Chữ cái
| asomtavruli | nuskuri | mkhedruli |
| ----------- | ------- | --------- |
|             |         |           |

## Mã hóa máy tính
| asomtavruli | nuskuri | mkhedruli |
| ----------- | ------- | --------- |
| U+10A4      | U+2D04  | U+10D4    |

## Chữ nổi
| mkhedruli |
| --------- |
|           |